# Marek Maďarič
Marek Maďarič (* 23. března 1966, Bratislava, Československo) je slovenský scenárista, dramaturg a politik, bývalý ministr kultury Slovenska. Tuto funkci zastával v letech 2006–2018. Již není členem strany SMER – sociálna demokracia.

## Život

### Umělecké působení
V letech 1984–1989 absolvoval studium filmové a televizní dramaturgie a scenáristiky na Filmové a televizní fakultě Vysoké školy múzických umění v Bratislavě. Roku 1988 vstoupil do Komunistické strany Slovenska.
V letech 1993–1996 pracoval jako nezávislý scenárista. Později působil v České televizi jako dramaturg v redakci literárně-dramatického vysílání, v období let 1996 až 1997 byl jejím šéfredaktorem a zástupcem šéfredaktora. Od roku 2002 do roku 2004 působil jako místopředseda Rady České televize. Připravil a realizoval několik hraných filmů a divadelních inscenací, rozhlasových her i divadelních představení pro Divadlo Andreje Bagara a Divadlo Astorka Korzo '90.
V letech 1999–2000 pracoval jako reklamní textař v reklamní agentuře Istropolitana D'Arcy.

### Politická kariéra
Od roku 2002 působil jako vedoucí mediálního a tiskového oddělení strany SMER – sociálna demokracia, místopředsedou této strany se stal 30. září 2006. Ve Ficově první vládě zastával v období od 4. července 2006 do 8. července 2010 funkci ministra kultury za stranu SMER. Do této funkce byl jmenován opětovně do jeho druhé vlády 4. dubna 2012.
V prosinci 2017 rezignoval na post místopředsedy Směru-SD a dne 5. března 2018 podal demisi i jako ministr kultury; učinil tak v reakci na vraždu novináře Jána Kuciaka z února téhož roku.

### Osobní život
Ovládá anglický a francouzský jazyk. Je ženatý, jeho manželka Zuzana je lékařka.